# Los Morales

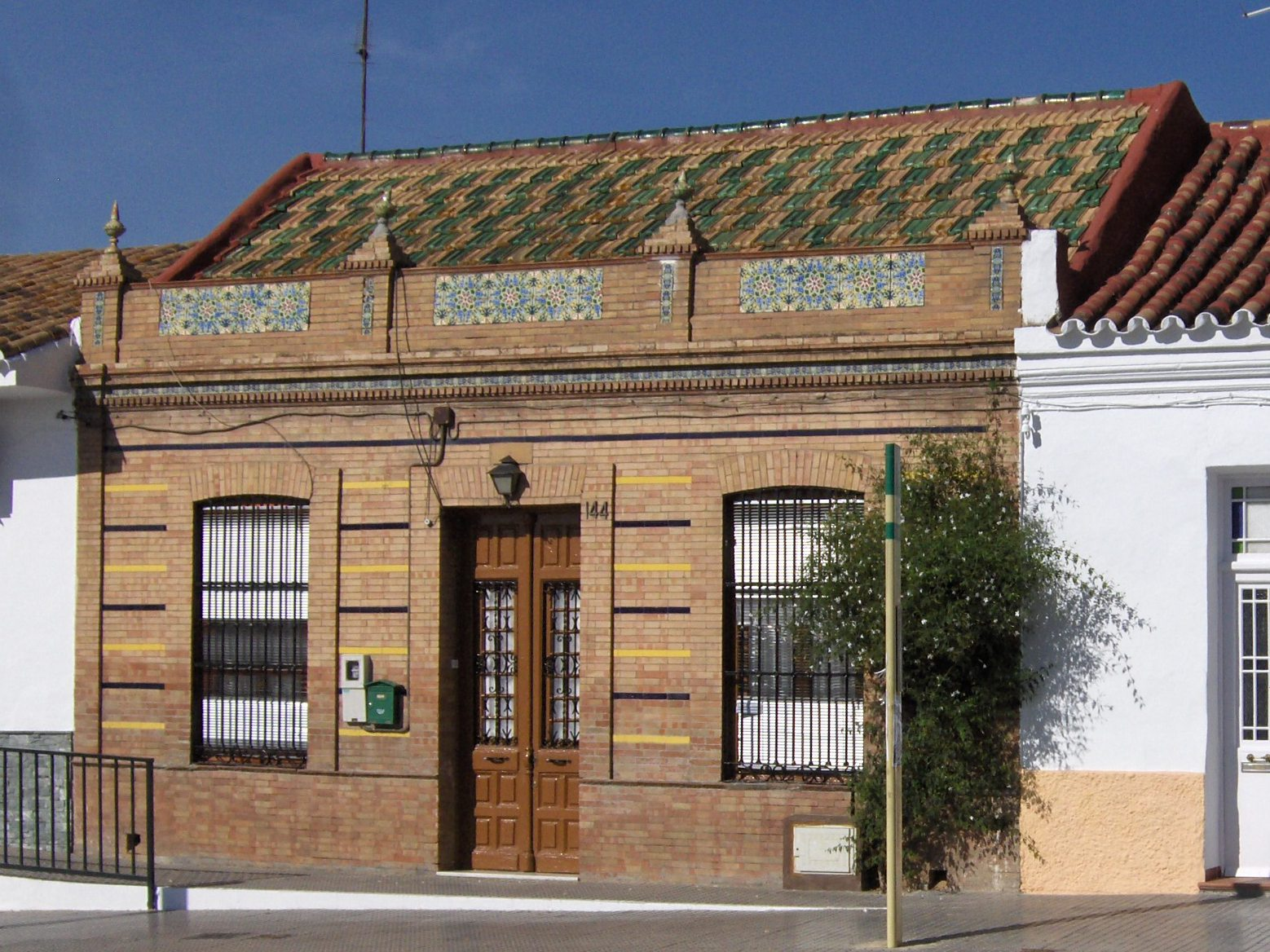
Viviendas en Los Morales.

Los Morales es un barrio perteneciente al distrito Puerto de la Torre de la ciudad andaluza de Málaga, España. Según la delimitación oficial del ayuntamiento, limita al norte con los barrios de Fuente Alegre, Huerta Nueva-Puerto de la Torre y Orozco; al nordeste, con el barrio de El Chaparral; al este, con el barrio de Los Morales 1; al sur, con los barrios de Los Tomillares, Los Almendros, Cañaveral y Santa Isabel-Puerto de la Torre; y al oeste, con Las Morillas-Puerto de la Torre.

## Transporte
En autobús queda conectado mediante las siguientes líneas de la EMT: 
| Línea | Trayecto                               | Recorrido | Frecuencia                              |
| ----- | -------------------------------------- | --------- | --------------------------------------- |
| 21    | Alameda Principal - Puerto de la Torre | Recorrido | 12 minutos                              |
| N4    | Alameda Principal - Puerto de la Torre | Recorrido | 23.30, 1.00 (Alameda) 0.15 (Pto. Torre) |

## Economía

### Evolución de la deuda viva municipal
| Gráfica de evolución de Deuda viva del Ayuntamiento de Molares (Los) entre 2008 y 2019                                |
| |
| Deuda viva del Ayuntamiento de Molares (Los) en miles de Euros según datos del Ministerio de Hacienda y Ad. Públicas. |